# Xandr
Xandr, Inc. (ausgesprochen „Zander“) ist eine Tochterfirma von Microsoft und betreibt eine Echtzeitbörse für Werbedaten. Im Dezember 2021 gab AT&T bekannt, dass man sich auf den Verkauf von Xandr (einschließlich AppNexus und Clypd) an Microsoft zu einem nicht genannten Preis geeinigt hat. Die Übernahme wurde im Juni 2022 abgeschlossen. 2023 gab Microsoft bekannt, die Marke Xandr aufzulösen in Microsoft Monetize, Microsoft Invest und Microsoft Curate.

## Kritik
Der Netzpolitik.org wurde im Herbst 2023 die Datei mit den Kategorien der Plattform Xandr zugespielt. Die Resultate wurden unter dem Titel „Die Akte Xandr“ am 37. Chaos Communication Congress vorgestellt.